# 대전계산초등학교
대전계산초등학교는 대한민국 대전광역시 유성구 계산동에 있는 공립 초등학교이다.

## 학교 연혁
- 2012. 03. 01 초대 강환영 교장 취임
- 2012. 03. 01 대전계산초등학교 개교(6학급, 137명)
- 2012. 03. 01 대전계산초등학교 병설유치원 개원(1학급, 20명)
- 2013. 02. 15 대전계산초등학교 제1회 졸업(남18명, 여14명, 계32명)
- 2013. 03. 01 대전계산초등학교 12학급(병설유치원 2학급)
- 2014. 02. 19 대전계산초등학교 제2회 졸업(남17, 여17, 계34명)
- 2014. 03. 01 대전계산초등학교 14학급(병설유치원 2학급)
- 2015. 02. 13 대전계산초등학교 제3회 졸업
- 2015. 03. 01 조연순 교장 취임
- 2015. 03. 01 대전계산초등학교 16학급(병설유치원 2학급)

## 학교 상징
- 교화 : 매화 - 인내, 덕성
- 교목 : 소나무 - 푸른 기상, 굳센 의지

## 참고 자료
- 대전계산초등학교 - 한국교육학술정보원 학교알리미